# Bianca Salming
Bianca Emmelie Elisabeth Salming (Söderort, 22 novembre 1998) è una multiplista svedese.

## Biografia
Figlia di Börje Salming, considerato uno dei più forti difensori di tutti i tempi di hockey su ghiaccio ed Hall of famer.

## Progressione

### Eptathlon
| Stagione | Misura  | Luogo             | Data      | Rank. Mond. |
| -------- | ------- | ----------------- | --------- | ----------- |
| 2022     | 6185 p. | Monaco di Baviera | 18-8-2022 |             |
| 2021     | 6101 p. | Ljungby           | 8-8-2021  |             |
| 2020     | 6042 p. | Ljungby           | 2-8-2020  |             |
| 2019     | 5844 p. | Uppsala           | 9-6-2019  |             |
| 2018     | 5985 p. | Pärnu             | 17-6-2018 |             |
| 2017     | 5894 p. | Kuortane          | 11-6-2017 |             |
| 2016     | 5840 p. | Bydgoszcz         | 22-7-2016 |             |

### Pentathlon indoor
| Stagione | Misura     | Luogo      | Data      | Rank. Mond. |
| -------- | ---------- | ---------- | --------- | ----------- |
| 2024     | 4533 p.(i) | Tallinn    | 4-2-2024  |             |
| 2023     | 4367 p.(i) | Växjö      | 5-2-2023  |             |
| 2021     | 4118 p.(i) | Norrköping | 6-1-2021  |             |
| 2020     | 4422 p.(i) | Sollentuna | 2-2-2020  |             |
| 2019     | 4048 p.(i) | Sätra      | 12-1-2019 |             |
| 2018     | 4303 p.(i) | Norrköping | 11-2-2018 |             |
| 2017     | 4389 p.(i) | Belgrado   | 3-3-2017  |             |
| 2016     | 4389 p.(i) | Göteborg   | 13-3-2016 |             |

## Palmarès
| Anno | Manifestazione   | Sede      | Evento        | Risultato | Prestazione | Note                          |
| ---- | ---------------- | --------- | ------------- | --------- | ----------- | ----------------------------- |
| 2015 | Mondiali allievi | Cali      | Eptathlon     | 7ª        | 5685 p.     |                               |
| 2016 | Mondiali U20     | Bydgoszcz | Eptathlon     | 4ª        | 5840 p.     | Miglior prestazione personale |
| 2017 | Europei indoor   | Belgrado  | Pentathlon    | 10ª       | 4389 p.     | [ 1 ]                         |
| 2017 | Europei U20      | Grosseto  | Eptathlon     | 6ª        | 5791 p.     |                               |
| 2017 | Europei U20      | Grosseto  | Salto in alto | 6ª        | 1,82 m      |                               |
| 2018 | Europei          | Berlino   | Eptathlon     | dnf       | dnf         | [ 2 ]                         |
| 2019 | Europei indoor   | Glasgow   | Salto in alto | 20ª (q)   | 1,85 m      | [ 3 ]                         |
| 2019 | Europei U23      | Gävle     | Salto in alto | 8ª        | 1,80 m      | [ 4 ]                         |
| 2019 | Europei U23      | Gävle     | Eptathlon     | 7ª        | 5754 p.     | [ 4 ]                         |
| 2022 | Europei          | Monaco    | Eptathlon     | 8ª        | 6185 p.     | [ 2 ]                         |
| 2023 | Europei indoor   | Istanbul  | Pentathlon    | 11ª       | 4191 p.     | [ 5 ]                         |
| 2024 | Mondiali indoor  | Glasgow   | Pentathlon    | 8ª        | 4317 p.     | [ 6 ]                         |
| 2024 | Europei          | Roma      | Eptathlon     | dnf       | dnf         |                               |
| 2025 | Mondiali indoor  | Nanchino  | Pentathlon    | 10ª       | 4321 p.     |                               |

## Campionati nazionali
- 6 volte campionessa nazionale svedese dell'eptathlon (2016, 2017, 2019, 2020, 2021, 2022)
- 5 volte campionessa nazionale indoor svedese del pentathlon (2016, 2017, 2020, 2023, 2024)
- 1 volta campionessa nazionale indoor svedese del salto in alto (2020)

2016
- Oro ai campionati svedese indoor (Göteborg), pentathlon - 4143 p.
- Oro ai campionati svedese (Falun), eptathlon - 5565 p.

2017
- Oro ai campionati svedese indoor (Uddevalla), pentathlon - 4310 p.
- Oro ai campionati svedese (Linköping), eptathlon - 5883 p.

2019
- Oro ai campionati svedese (Falun), eptathlon - 5610 p.

2020
- Oro ai campionati svedese indoor (Sollentuna), pentathlon - 4422 p.
- Oro ai campionati svedese indoor (Växjö), salto in alto - 1,87 m
- Oro ai campionati svedese (Ljungby), eptathlon - 6042 p.

2021
- Oro ai campionati svedese (Ljungby), eptathlon - 6101 p.

2022
- Oro ai campionati svedese (Västerås), eptathlon - 6065 p.

2023
- Oro ai campionati svedese indoor (Växjö), pentathlon - 4367 p.

2024
- Oro ai campionati svedese indoor (Sollentuna), pentathlon - 4453 p.

## Altre competizioni internazionali
2023
- 14ª ai Campionati europei a squadre, ( Chorzów), salto in alto - 1,80 m